# Nephrurus sheai
Nephrurus sheai är en ödleart som beskrevs av  Couper och GREGSON 1994. Nephrurus sheai ingår i släktet Nephrurus och familjen geckoödlor. Inga underarter finns listade i Catalogue of Life.